# Баутерсем
Баутерсем (нидерл. Boutersem) — коммуна на юге провинции Фламандский Брабант (Лёвенский округ), Фландрия, Бельгия. Официальный язык — нидерландский. Баутерсем граничит с франкоязычной Валлонией на юге. Общая площадь коммуны составляет 30,75 км², плотность населения — 245 чел. на км². Общая численность населения — 7 795 чел. (1 января 2015, оценка).